# 倉橋部氏
倉橋部氏（くらはしべし）は日本の古代伴造氏族の一つである。倉椅部氏、椋橋部氏、椋椅部氏などとも称される。

## 概要
聖徳太子の叔父に当たる崇峻天皇の皇居であった倉梯柴垣にちなみ、同天皇の料地管理などに従事した名代部とされる倉橋部に由来する氏族である。
『新撰姓氏録』には、摂津国の未定雑姓に椋椅部連氏（物部氏の同族）、和泉国の未定雑姓に椋椅部首氏（皇別氏族とする）が現れ、その他無姓の「くらはしべ」は諸国に分布している。有姓の者として、『続日本後紀』に倉橋部直氏嗣の名が見え（承和15年4月壬寅条）、美濃国に倉橋部造氏の名が見える（「法華経玄賛巻第三奥書」の天平3年5月23日「倉橋部造麻呂書写法華経玄賛願文」）。
無姓の者としては、武蔵国に『万葉集』巻20に武蔵国の椋椅部の者が、『続日本後紀』にも椋橋部の者が見え（承和5年12月辛亥条）、信濃国に倉橋部広人（『続日本紀』神護景雲2年5月辛未条）が、また越前国に椋橋部（天平神護2年10月21日付「越前国司解」）が見える。また丹後国に椋橋部（天平勝宝元年12月19日付「丹後国司解」）の者が見え、加佐郡には椋橋郷があった。